# Anderson Bruford Wakeman Howe
Anderson Bruford Wakeman Howe (por vezes designada apenas como ABWH) foi uma banda de rock progressivo formada pelo vocalista Jon Anderson, o baterista Bill Bruford, o tecladista Rick Wakeman e o guitarrista Steve Howe – os quais tinham tocado juntos na banda Yes, no início da década de 1970 – e o baixista Tony Levin.

## Discografia

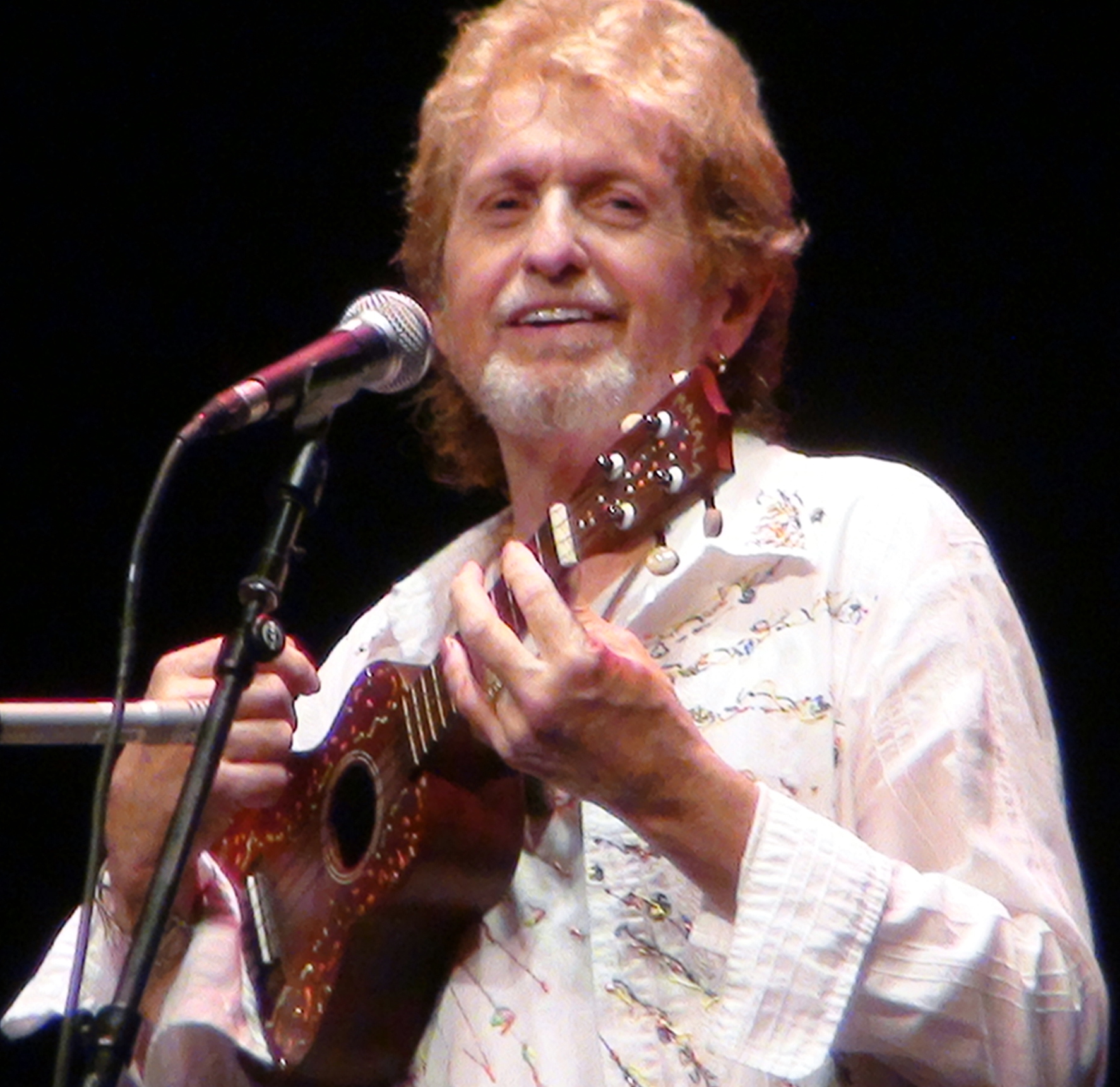
Jon Anderson

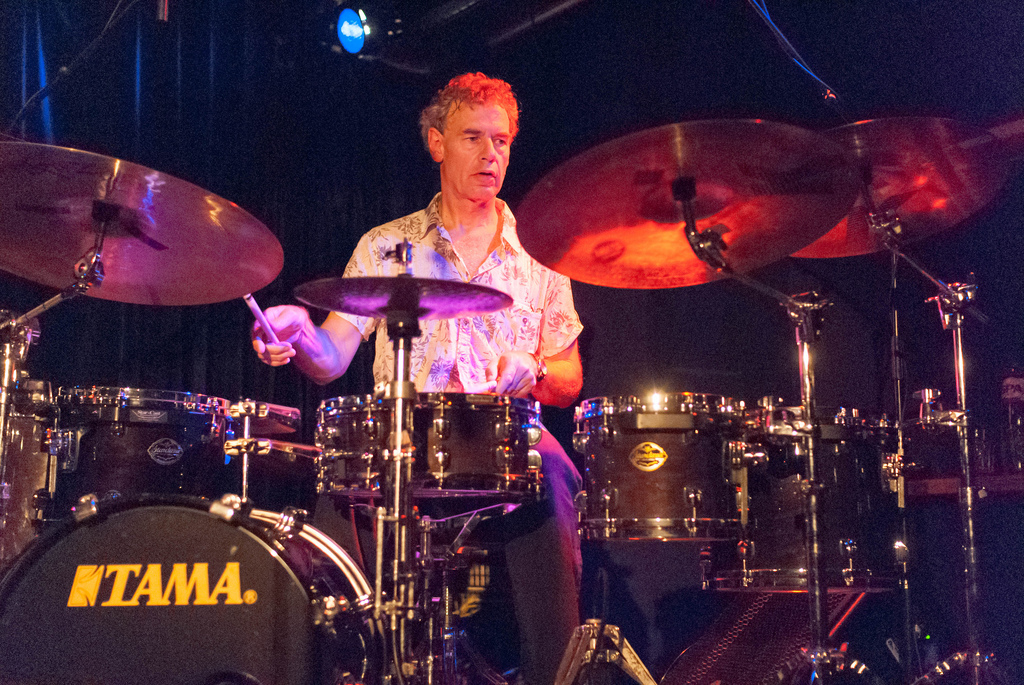
Bill Bruford

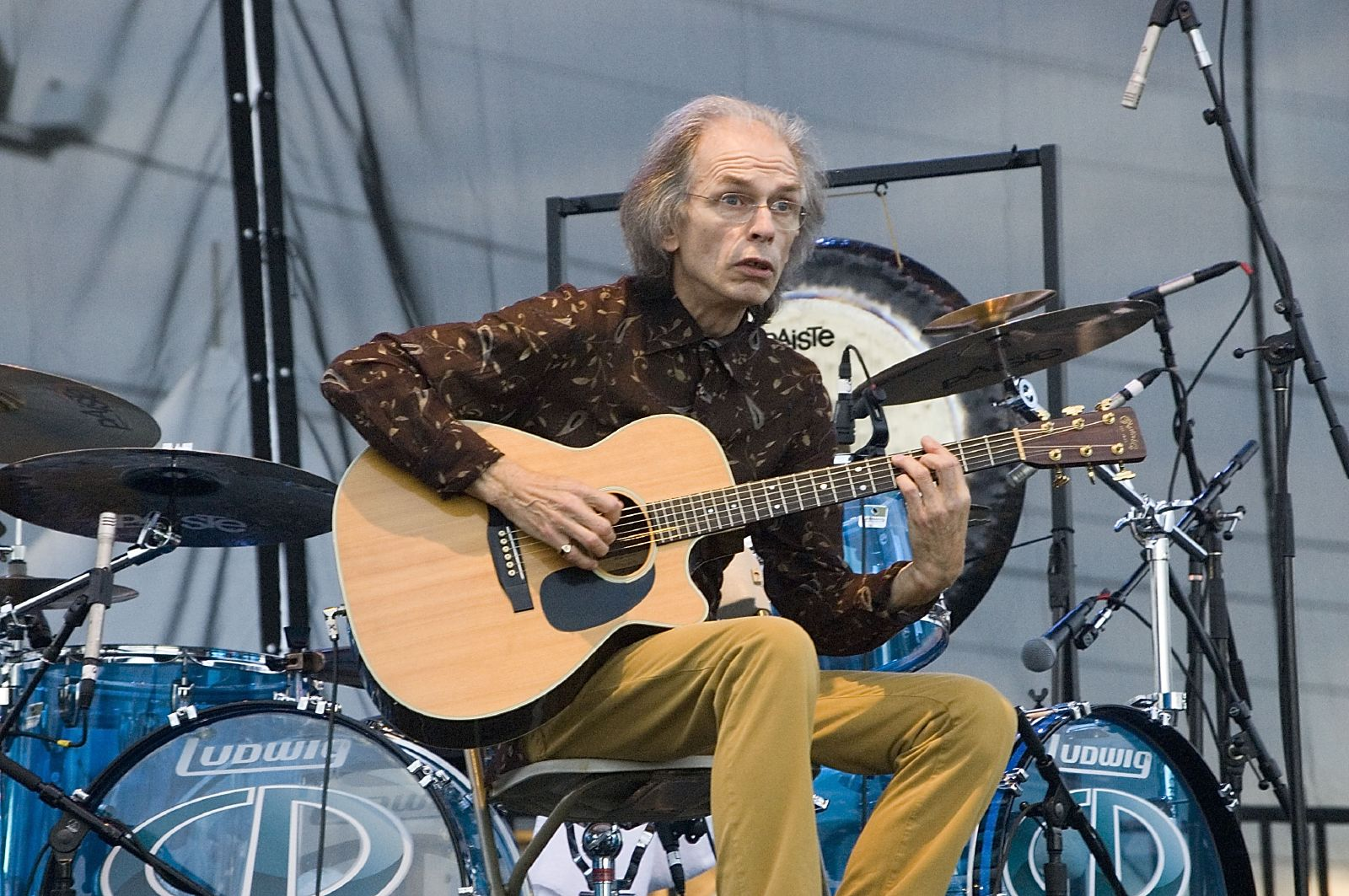
Steve Howe

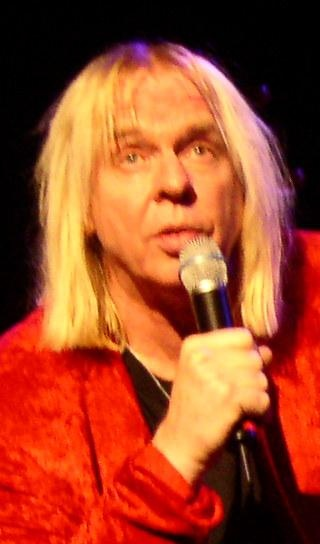
Rick Wakeman

| Título                        | Detalhes                         |       |       |       |       |       |       |       |       |
| Título                        | Detalhes                         | [ 2 ] | [ 3 ] | [ 4 ] | [ 5 ] | [ 6 ] | [ 7 ] | [ 8 ] | [ 9 ] |
| ----------------------------- | -------------------------------- | ----- | ----- | ----- | ----- | ----- | ----- | ----- | ----- |
| Anderson Bruford Wakeman Howe | - Lançado em 20 de junho de 1989 | 14    | 25    | 24    | 21    | 25    | 18    | 21    | 30    |

### Álbuns ao vivo
- 1993 An Evening of Yes Music Plus (live album)
- 2012 Live at the NEC (live album)